# Toronto Arenas
O Toronto Arenas foi a primeira franquia de Hóquei sobre o gelo da cidade de Toronto. Funcionou com esse nome até 1920, quando passou a ser chamado de Toronto St. Pats. Com este nome, foi campeão da Stanley Cup de 1918.